# ألكسيس غاليسي
ألكسيس غاليسي (بالفرنسية: Alexis Gallice)‏ هو لاعب كرة قدم فرنسي، ولد في 24 أكتوبر 1976. لعب مع Bakersfield Brigade ‏.